# Mayfield (Kentucky)
Mayfield è una città del Kentucky, capoluogo della contea di Graves.

## Origini del nome
Secondo una leggenda popolare il nome della città e del vicino torrente deriverebbero da un certo George Mayfield, originario del Mississippi, che sarebbe stato rapito mentre assisteva a delle corse a Mills Point (Hickman) e, dopo aver inciso il suo nome su un albero, sarebbe stato ferito nel tentativo di fuggire dai suoi rapitori e cadendo nel torrente sarebbe poi morto affogato.

## Storia
L'area di Mayfield si trova al centro della regione acquistata da Isaac Shelby e Andrew Jackson dal popolo Chickasaw nel 1818 per circa 300000 dollari. Il primo colono sarebbe stato John Anderson della contea di Stanly, che vi costruì la propria casa. Nel 1823 fu istituita la contea di Graves, di cui la città divenne capoluogo. Nel corso degli anni successivi l'intera contea si espanse e le circostanti foreste furono rimpiazzate da campi di granturco e tabacco.
Durante la guerra civile l'intera contea era considerata territorio neutrale ma gran parte dei cittadini simpatizzava per i confederati e molti abitanti di Mayfield hanno combattuto con l'esercito confederato nella battaglia di Shiloh. La città reclama di aver avuto il primo sceriffo donna degli Stati Uniti, ossia Mary Lois Roach, subentrata al marito dopo il suo omicidio nel 1922.
Nel 2016 Mayfield è stata sfiorata da un tornado di categoria EF3, risultato in circa una decina di feriti. Nel dicembre 2021 un altro tornado, di categoria EF4, ha provocato ingenti danni alla città risultando nella morte di 22 persone e nel ferimento di altre centinaia di abitanti.